# 온양군
| Daedongyeojido (Gyujanggak) 14-06.jpg | Daedongyeojido (Gyujanggak) 14-05.jpg |
| Daedongyeojido (Gyujanggak) 15-05.jpg | Daedongyeojido (Gyujanggak) 15-04.jpg |

온양군(溫陽郡)은 한국의 옛 행정구역으로, 지금의 아산시 온양동을 중심으로 아산시 동남부의 배방읍·송악면·탕정면 지역을 관할했던 군이다. 아산시 동남부 지역의 전신이 되는 지역이다.

## 유래
온양은 온천으로 유명한 곳으로, 지명도 온천으로 인해 생긴 지명이다.

## 역사
- 마한시대에 염로국이 있던 지역이다. 9년 온조왕 27년에 마한이 백제에 합병되면서 백제의 영역이 되었다. 18년 온조왕 36년에 탕정성이 축조되었다.
- 백제의 행정체제가 정비되면서 탕정군(湯井郡)이 설치되었다.
- 나당 전쟁중인 671년 문무왕 11년에 원 탕정군을 치소로 충남 북부에 탕정주(湯井州)를 설치했다.
- 681년 전국의 행정체제를 9주 5소경으로 제편하면서 탕정주는 웅천주에 합병되었다. 탕정군으로 환원되어 음봉현(陰峯縣)과 기량현(祁梁縣)의 두 영현을 관할로 하여 영역이 지금의 아산시와 거의 같았다.
- 고려시대 940년에 온수군(溫水郡)으로 개명했다.
- 1018년 고려 현종 9년에 천안부에 편입시켰다.
- 1172년 고려 명종 2년 감무를 두고 천안에서 온수현으로 독립시켰다.
- 조선 건국 후 1414년 신창현과 병합하여 온창현이라 하였다가 1416년 다시 나누었다.
- 1442년 세종24년 지금의 이름인 온양(溫陽)으로 개명하고 온양군으로 승격되었다.
- 1459년 세조 5년에 아산이 인근 군현에 분할편입되면서 아산의 일부지역을 편입. 다시 5년후에 아산이 복구되었다.
- 1895년 23부(府)제로 행정구역이 재편되면서 홍주부 관할 온양군이 되었다가 이듬해 13도제로 환원되면서 충청남도에 편입되었다.
- 일제강점기인 1914년에 일제에 의한 행정폐합으로 신창군과 함께 아산군에 강제합병되었다. 통합 아산군의 12개 면 중에 온양면, 송악면, 배방면, 탕정면, 염치면(일부)으로 재편되었다.

1914년의 행정구역과 현재의 행정구역 비교
| 조선총독부령 제111호 |             |                                                        |             |             |
| 구 행정구역          | 신 행정구역 | 신 행정구역                                            | 신 행정구역 | 신 행정구역 |
| 읍내면(邑內面)       | 온양면      | 읍내리, 법곡리, 장존리, 좌부리                         |             |             |
| 서면(西面)           | 온양면      | 온천리, 방축리, 배미리, 기산리, 용화리, 신인리, 초사리 |             |             |
| 군내면(郡內面)       | 온양면      | 풍기리                                                 |             |             |
| 군내면(郡內面)       | 배방면      | 남리, 수철리, 신흥리, 중리                             |             |             |
| 동상면(東上面)       | 배방면      | 갈매리, 공수리, 북수리, 세출리, 회룡리                 |             |             |
| 동하면(東下面)       | 배방면      | 세교리, 장재리, 휴대리                                 |             |             |
| 일북면(一北面)       | 탕정면      | 갈산리, 동산리, 매곡리, 명암리, 호산리                 |             |             |
| 이북면(二北面)       | 탕정면      | 구령리, 권곡리, 모종리, 신리, 용두리                   |             |             |
| 남상면(南上面)       | 송악면      | 강장리, 거산리, 동화리, 송학리, 수곡리, 유곡리, 종곡리 |             |             |
| 남하면(南下面)       | 송악면      | 강당리, 궁평리, 마곡리, 역촌리, 외암리, 평촌리         |             |             |

## 같이 보기
- 아산군
- 신창군 (충청남도)